# Waste
Waste je 12. pesem z albuma Break the Cycle skupine Staind.
Pevec skupine Aaron Lewis je to pesem napisal, da bi pokazal, v kakšnem čustvenem stanju se je znašel, ko je po koncertu do njega prišla mati nekega samomorilca. Fant, ki je storil samomor, je bil oboževalec skupine Staind in njegova mama je mislila, da ji lahko Lewis odgovori, zakaj se je njen sin ubil.
Lewisov odziv je ta pesem, ki obsoja samomor s stališča tistih, ki jih tak človek pusti za sabo (starši...). Poseben trenutek v pesmi se začne z verzom "Well fuck...". V tem delu Lewis obsoja človekovo šibkost, ki ne more rešiti svojih težav in jih konča s samomorom.